# Chainsaw Man (anime)
Chainsaw Man (チェンソーマン Chensō Man?, lit. Hombre Motosierra) es una serie de anime que se basa en el manga homónimo creado por Tatsuki Fujimoto.
Dirigido por Ryū Nakayama y con Masato Nakazono como director jefe de episodios, la serie cuenta con guiones de Hiroshi Seko y diseños de personajes de Kazutaka Sugiyama. Los diseños de los demonios son obra de Kiyotaka Oshiyama, mientras que Tatsuya Yoshihara se desempeña como director de acción. La música está compuesta por Kensuke Ushio. El oppening es «Kick Back», interpretado por Kenshi Yonezu, mientras que al final de cada episodio se reproduce un tema de cierre distinto.
Crunchyroll adquirió la licencia de la serie y la lanzó con doblaje en español de España y español latino. Por otro lado, Medialink obtuvo la licencia para el sur y sudeste de Asia.

## Sinopsis
Denji, un joven que comparte su vida con Pochita, un demonio motosierra, se ve obligado a sobrevivir matando demonios y vendiendo sus restos para saldar la deuda que heredó tras la muerte de su padre. Su existencia ha sido una sucesión de penurias hasta que una traición fatal lo lleva a la muerte. En un giro inesperado, Pochita hace un pacto con él, permitiéndole resucitar como «Chainsaw Man», una entidad híbrida con el corazón de un demonio.

## Historia
En diciembre de 2020, se anunció que el manga sería adaptado al anime por el estudio MAPPA. La presentación teatral en Jump Festa '21, como parte de las presentaciones teatrales en línea de Jump Studio, tuvo lugar del 19 al 20 de diciembre de 2020.
El primer tráiler del anime se presentó durante el evento «MAPPA Stage 2021 - 10th Anniversary», celebrado el 27 de junio de 2021. La serie se estrenó el 11 de octubre de 2022 en TV Tokyo y otros canales.

## Episodios
La primera temporada comprende 12 episodios que se transmitieron desde el 11 de octubre hasta el 28 de diciembre de 2022. Esta adaptación abarca solo los primeros 38 capítulos del manga original, presentando a los personajes principales y los elementos esenciales de la trama, dejando espacio para un desarrollo más profundo en las próximas temporadas.